# Alpmartorn
Alpmartorn (Eryngium alpinum) är en växtart i släktet martornar och familjen flockblommiga växter. Den beskrevs av Carl von Linné 1753.
Alpmartornen är en perenn ört som förekommer i Jurabergen, Alperna och nordvästra Balkan. IUCN kategoriserar arten globalt som nära hotad, och den är fridlyst enligt Artskyddsförordningen.
Alpmartorn odlas även som prydnadsväxt, med sortnamn som 'Amethyst', 'Blue Star', 'Opal' och 'Superbum'. Den förekommer tillfälligt som förvildad i Sverige, men reproducerar sig inte.

## Bildgalleri

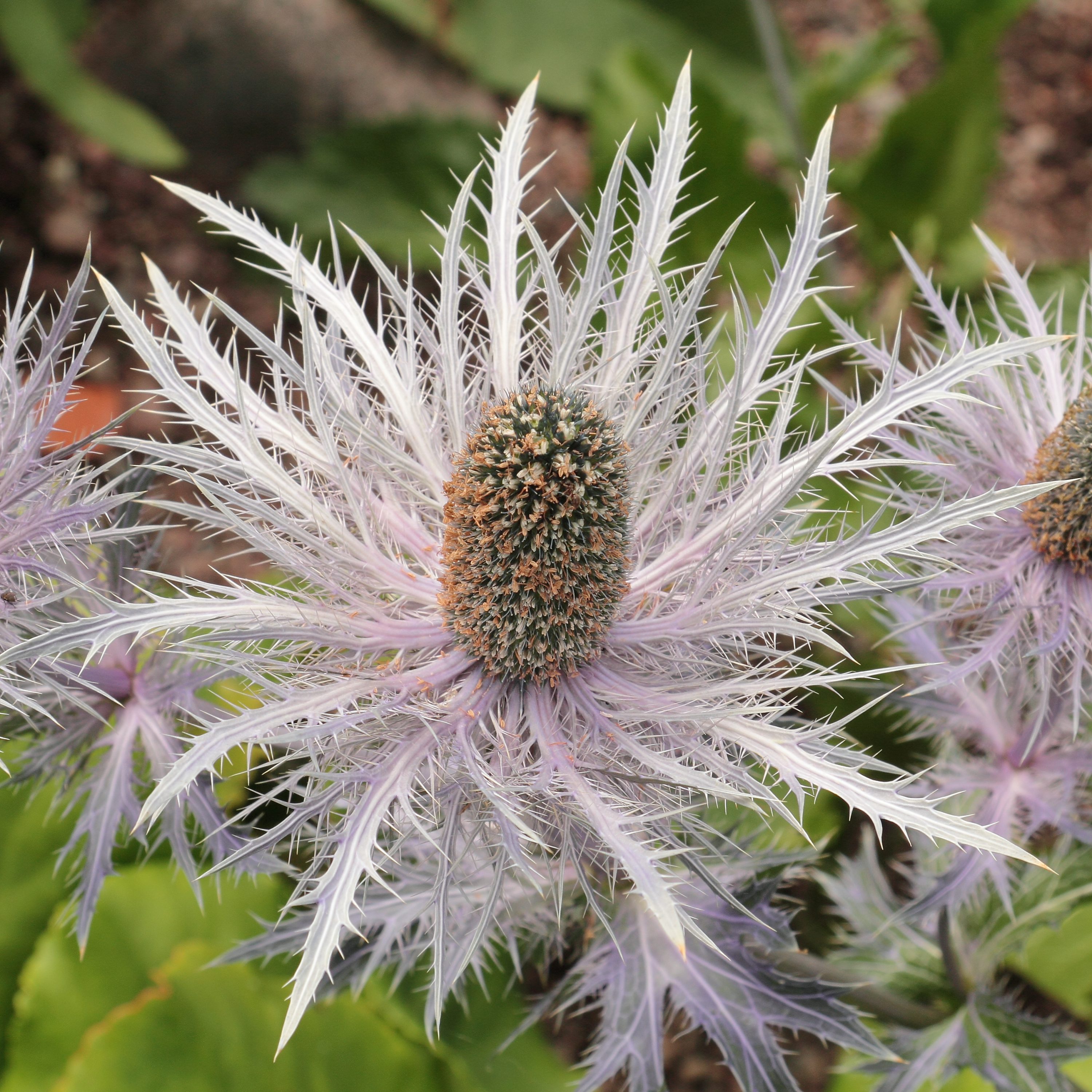
E. alpinum 'Superbum'
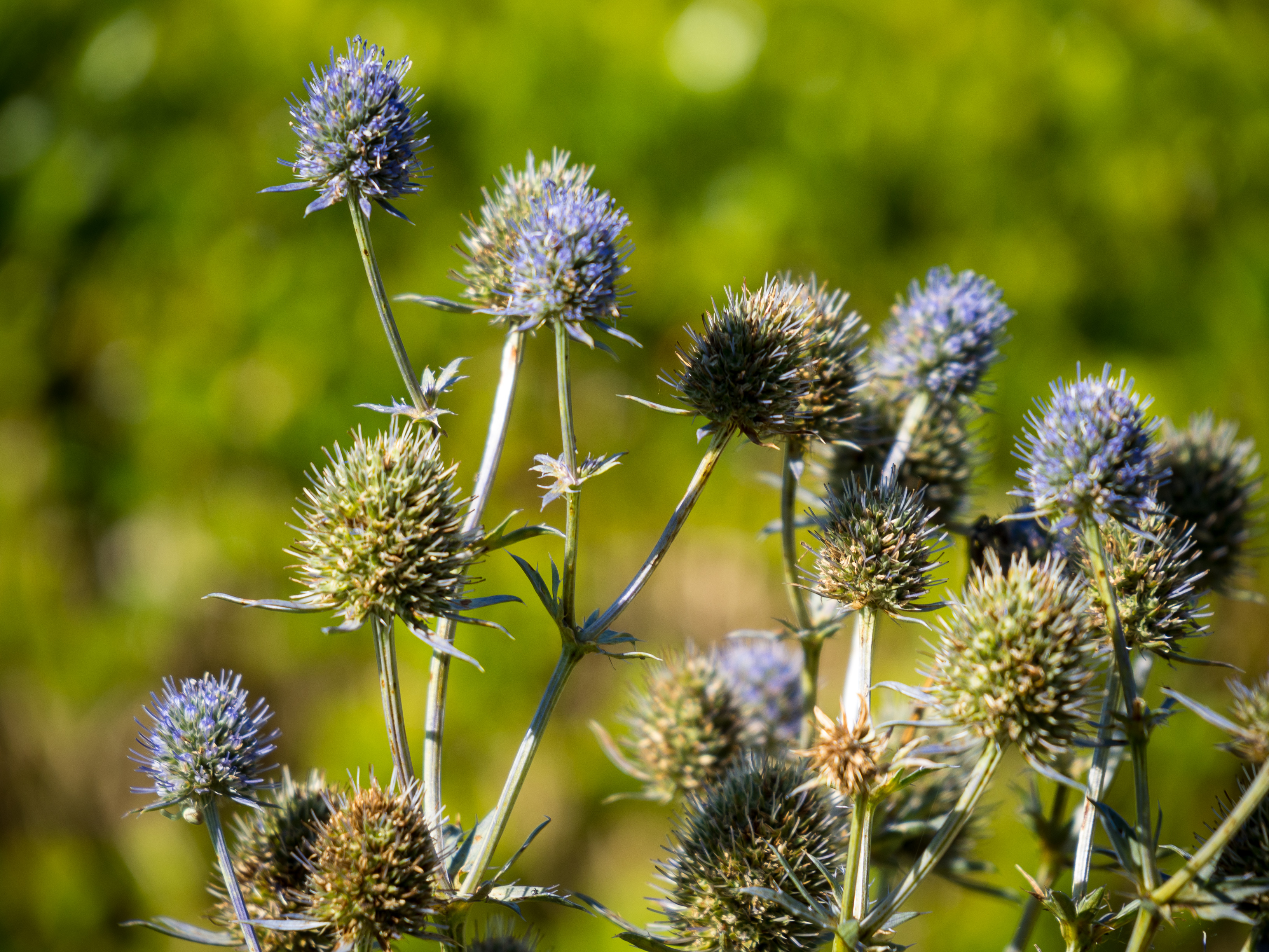
E. alpinum 'Blue Star'